# Heliport Aappilattoq (Upernavik)

i7
i11
i13
Der Heliport Aappilattoq (ICAO-Code: BGAG) ist ein Hubschrauberlandeplatz in Aappilattoq im nordwestlichen Grönland. Da er kein Abfertigungsgebäude besitzt, wird der Heliport auch als Helistop bezeichnet.

## Lage und Ausstattung
Der Heliport liegt etwas nördlich des Dorfs, liegt auf einer Höhe von 42 Fuß und hat eine 20 × 20 m große rechteckige asphaltierte Landefläche.

## Fluggesellschaften und Ziele
Der Heliport wird von Air Greenland bedient, die regelmäßig Flüge zum Flughafen Upernavik anbietet.